# Bukovje pri Slivnici
Bukovje pri Slivnici je naselje v Občini Šentjur. Gre za večinoma naselje z več kmetijami in bogatim vinogradništvom; vinogradi pokrivajo skoraj celotno južno pobočje hriba. 
Ime naselja se je leta 1953 iz Bukovje spremenilo v Bukovje pri Slivnici. Pred tem se je območje zaradi tradicije vinogradništva imenovalo tudi Vinarje.
V kraju stoji cerkev, posvečena sv. Miklavžu in je ena najstarejših cerkva na tem območju. Prvotna kapela, ki je stala na mestu današnje cerkve iz 17. stoletja, je bila postavljena pred letom 1500. Cerkev je danes podružnica v Župniji Slivnica pri Celju.